# Скейт-парк
Скейтпарк (англ. skatepark) — спеціально збудована спортивна споруда для людей, що займаються екстремальними видами спорту, такими як скейтборд, стрітборд, агресив-ролики, велосипеди ВМХ, самокат, щоб кататися і вдосконалювати трюки. Скейтпарк може містити такі фігури, як рампи (half pipes), розгінки (quarter pipes), поручні (hand rails), фанбокси (trick boxes), піраміди (pyramids), сходинки (stairs) та інші фігури для виконання трюків.